# Condado de Dauphin
El condado de Dauphin (en inglés: Dauphin County), fundado en 1785, es uno de 67 condados del estado estadounidense de Pensilvania. En el año 2000 tenía una población de 251.798 habitantes con una densidad poblacional de 185 personas por km². La sede del condado es Harrisburg.

## Geografía
Según la Oficina del Censo, el condado tiene un área total de 1445 km² (557,9 mi²), de la cual 1360 km² (525,1 mi²) es tierra y 83 km² (32,0 mi²) (5.74) es agua.

### Condados
- Condado de Northumberland (norte)
- Condado de Schuylkill (noreste)
- Condado de Lebanon (este)
- Condado de Lancaster (sur)
- Condado de York (suroeste)
- Condado de Cumberland (oeste)
- Condado de Perry (oeste)

## Demografía
Según el censo de 2000, había 251,798 personas, 102,670 hogares y 66,119 familias residiendo en la localidad. La densidad de población era de 185 hab./km². Había 111,133 viviendas con una densidad media de 82 viviendas/km². El 77.11% de los habitantes eran blancos, el 16.91% afroamericanos, el 0.16% amerindios, el 1.96% asiáticos, el 0.03% isleños del Pacífico, el 1.97% de otras razas y el 1.85% pertenecía a dos o más razas. El 4.13% de la población eran hispanos o latinos de cualquier raza.

## Localidades

### Ciudades
- Harrisburg es la única ciudad incorporada en el condado de Dauphin.

### Boroughs
Berrysburg |
Dauphin |
Elizabethville |
Gratz |
Halifax |
Highspire |
Hummelstown |
Lykens |
Middletown |
Millersburg |
Paxtang |
Penbrook |
Pillow |
Royalton |
Steelton |
Williamstown

### Municipios
Conewago |
Derry |
East Hanover |
Halifax |
Jackson |
Jefferson |
Londonderry |
Lower Paxton |
Lower Swatara |
Lykens |
Middle Paxton |
Mifflin |
Reed |
Rush |
South Hanover |
Susquehanna |
Swatara |
Upper Paxton |
Washington |
Wayne |
West Hanover |
Wiconisco |
Williams

### Lugares designados por el censo
Bressler |
Bressler-Enhaut-Oberlin |
Colonial Park |
Enhaut |
Hershey |
Lawnton |
Lawrence |
Lenkerville |
Linglestown |
Oberlin |
Palmdale |
Paxtonia |
Progress |
Rutherford |
Skyline View